# Ivar Mathisen
Ivar Mathisen (ur. 14 czerwca 1920 w Bærum, zm. 7 października 2008 tamże) – norweski kajakrz. Srebrny medalista olimpijski z Londynu.
Zawody w 1948 były jego pierwszymi igrzyskami olimpijskimi. Zajął drugie miejsce w kajakowej dwójce na dystansie 10 000 metrów oraz 4. miejsce na 1000 metrów.. Partnerował mu na obu dystansach  Knut Østby. Razem w 1950 zdobyli srebro na mistrzostwach świata na dystansie 1 000 metrów. W 1948 sięgnął po srebro światowego czempionatu w sztafecie (K-1 4 × 500 m). Brał udział w IO 52.